# Hrob obětí 2. světové války (Jáchymov)
Hrob obětí druhé světové války je pomník v Jáchymově umístěný na tamním hřbitově.

## Historie
Pomník vybudovali členové Sboru dobrovolných hasičů v Jáchymově v roce 1948. Jsou zde uloženy ostatky čtyř ruských a jednoho polského zajatce. Rovněž jsou zde uloženy ostatky neznámého Francouze, který zde zahynul při pochodu smrti. V roce 1955 byl nad hrobkou postaven mramorový náhrobek, který byl během druhé poloviny dvacátého století odstraněn.

## Podoba stavby
Pomník tvoří vyzděná hrobka, nad níž byl původně postaven pomník, jehož podoba se nedochovala. Někdy po odstranění mramorového bloku byl na jeho místo umístěn hrubě opracovaný kámen, na němž je upevněna původní nápisová deska.